# 王恭 (明朝翰林)
王恭（?—?），字安仲，亦作安中，自号皆山樵者，福州长乐沙堤人。闽中十才子之一。

## 生平
永乐四年（1406年），以儒士荐，授翰林待诏，预修《永乐大典》。《永乐大典》3年后修成，授翰林。
王恭著有《白云樵唱集》、《凤台清啸》、《草泽狂歌》。